# Camellia fluviatilis
Camellia fluviatilis är en tvåhjärtbladig växtart som beskrevs av Hand.-mazz. Camellia fluviatilis ingår i släktet Camellia och familjen Theaceae. Utöver nominatformen finns också underarten C. f. megalantha.